# T/99 Ørken

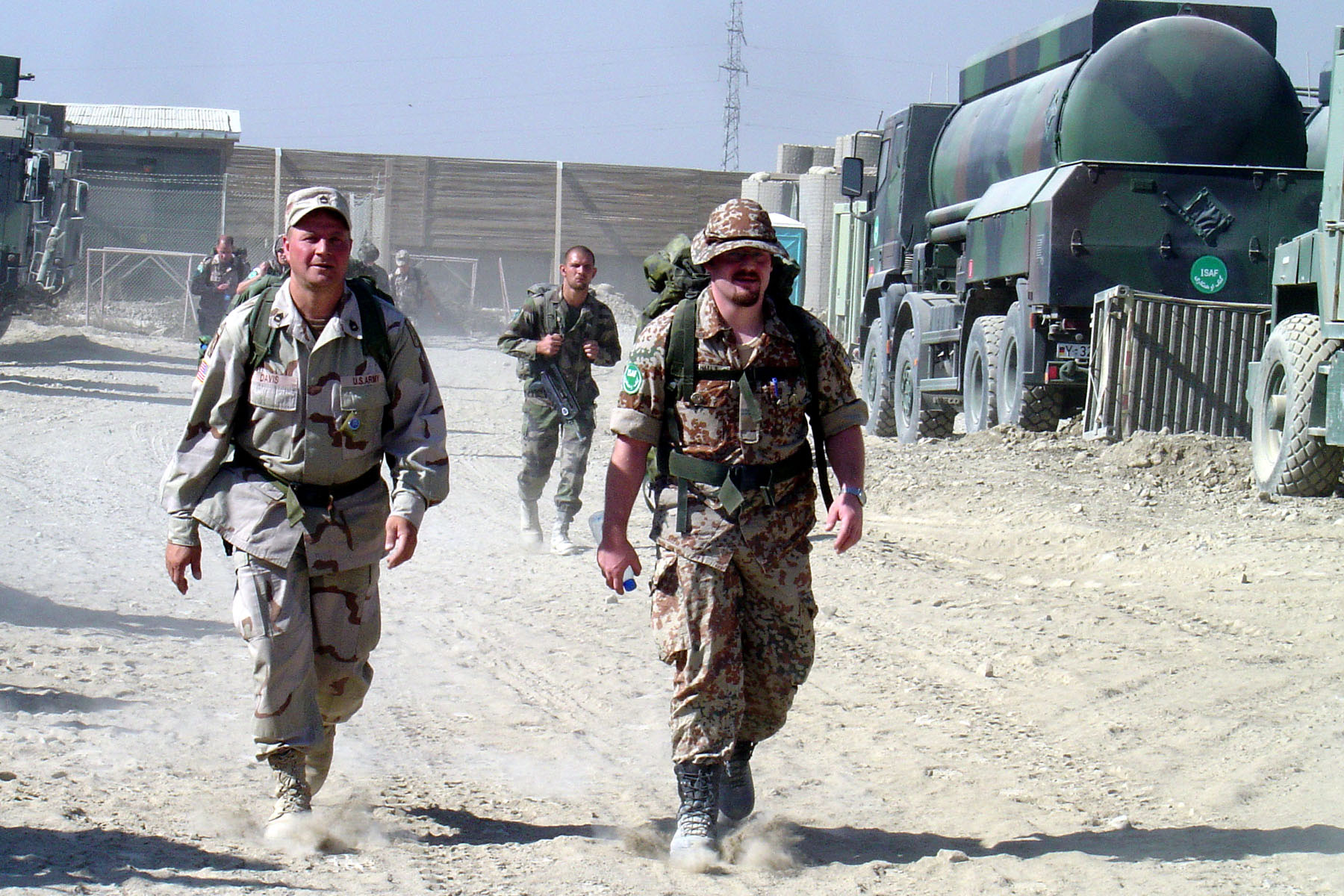
Po prawej duński żołnierz w umundurowaniu w kamuflażu T/99

T/99 Ørken – duński kamuflaż pustynny. Wprowadzony do służby w roku 2000.
Kamuflaż pustynny T/99 wywodzi się od przepisowego kamuflażu duńskiej armii - M/84 Pletsløring. Aby kamuflaż dobrze maskował na terenach pustynnych zastąpiono dotychczasowe barwy. Zamiast czarnego, jasnozielonego i oliwkowego wprowadzono kolejno: rdzawy, ciemny zielony i piaskowy. 
W roku 2001 wprowadzono nowy kamuflaż pustynny będący rozwinięciem T/99 - M/01 Ørken.